# Petrés
Petrés es un municipio de la Comunidad Valenciana, España. Perteneciente a la provincia de Valencia, en la comarca del Campo de Murviedro.

## Geografía
Municipio situado en la vega baja del río Palancia, también llamado en la Edad Media y Moderna: río de Morvedre. El relieve del término presenta solamente tres accidentes importantes: el río Palancia, que limita el término por el sur, y las montañas Rodana y Ponera, cuyas laderas penetran por el norte, alcanzando una altitud máxima de 185 m en un cerro de areniscas triásicas que se levanta al noroeste de la población.
El medio climático es el típicamente mediterráneo. Está rodeado de huerta y acequias de época árabe que fueron desarrolladas y ampliadas inicialmente por los romanos. Se encuentra en la Baronía Baja, subcomarca que enlaza el valle del Palancia con los pueblos de las sierras de Espadán y la Calderona. El suelo no cultivado corresponde al lecho del Ebromio, muy ancho en este sector, y a monte, cubierto con vegetación de romero, tomillo, espliego, manzanilla, carrasca, esparraguera, mirto y pinos.
Se encuentra a 28 km de Valencia y a 2 km de Sagunto. Se accede a este pueblo, desde Valencia, tomando la V-21 y luego la A-23.

### Localidades limítrofes
El término municipal de Petrés limita con las localidades de Gilet y Sagunto ambas de la provincia de Valencia.

## Historia
Aunque su nombre no aparece en el Llibre del Repartiment, algunos historiadores sostienen que fue una alquería de Morvedre (Sagunto) hasta el siglo XIV. En 1340, Pedro IV el Ceremonioso donó este lugar a Francesc Aguiló, y en 1410 Martín I el Humano lo ratificó a nombre de Joan Aguiló Romeu, a quien concedió el título de Barón de Petrés, título que aún hoy se conserva. Conservó su población musulmana hasta la expulsión de los moriscos, decretada en 1609. En su término municipal todavía existen elementos de su pasado medieval como son el castillo o palacio, el horno del barón, el hort tancat o huerto del señor, la almazara del aceite, así como los aljibes: el Pou, l'Aixeta y l'Aljub, además de los molinos Moret, Malany y de Peris y el Molí de La Vila, actualmente rehabilitado como vivienda privada.

## Demografía
Petrés cuenta con una población de 1142 habitantes (INE 2024).
| Gráfica de evolución demográfica de Petrés entre 1842 y 2021                                                        |
| |
| Población de derecho según los censos de población del INE Población de hecho según los censos de población del INE |

## Economía
Basada tradicionalmente en la agricultura. El principal cultivo es el naranjo al que le sigue el algarrobo, el níspero y el resto en regadío está destinado a hortalizas.
Tuvo una fábrica de pirotecnia y una bodega de vino, cuya variedad Monastrell o uva de Murviedro, era la base de los caldos de Petrés Sagunto. Hoy en día la mayor parte de su población trabaja en las localidades cercanas como Sagunto o Valencia.

## Administración y política

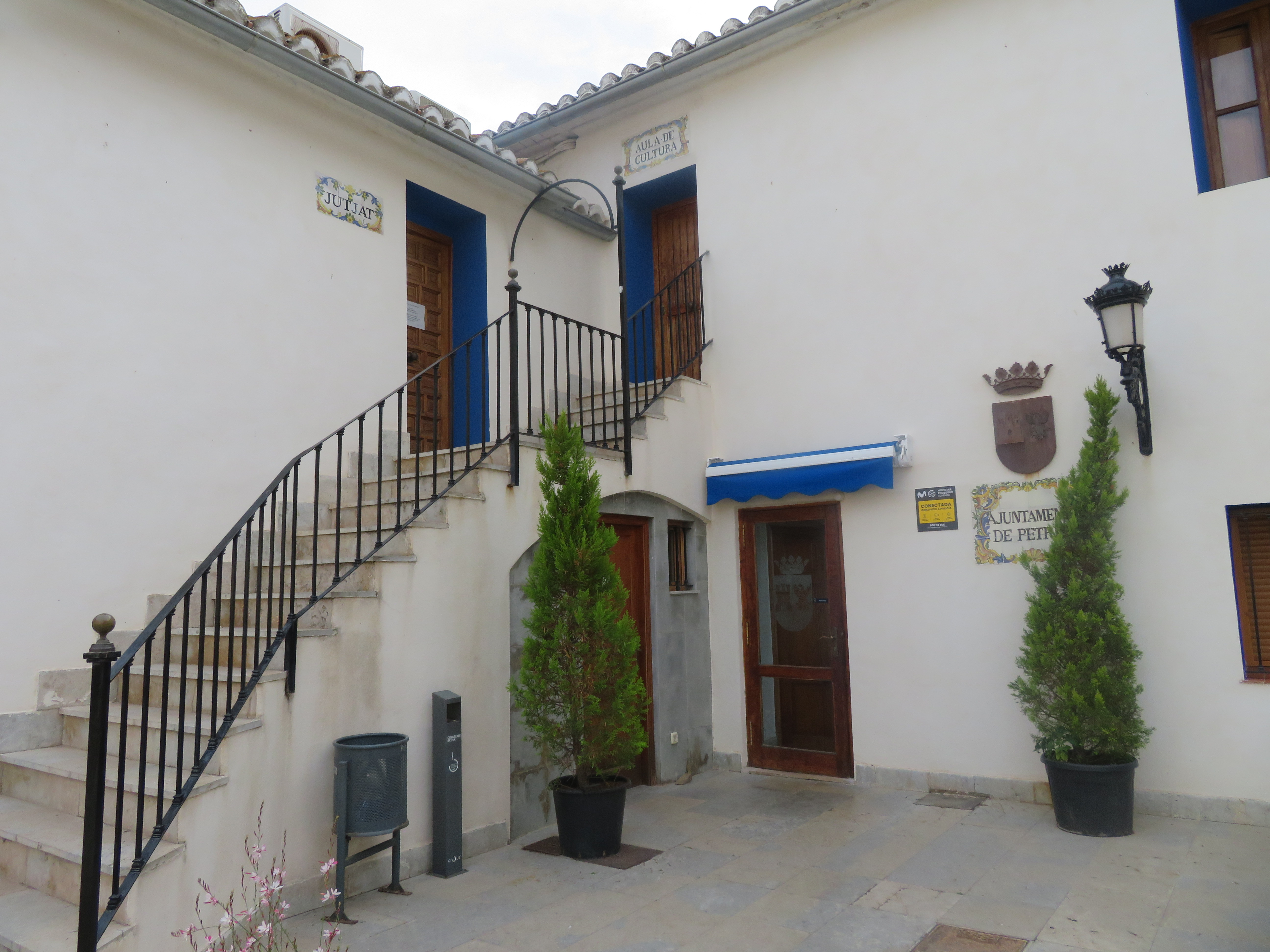
Ayuntamiento de Petrés

En las últimas elecciones municipales (2019), el Ayuntamiento de Petrés quedó compuesto por cuatro partidos. Compromís per Petrés ganó las elecciones con 4 concejales y el 54,61 % de los votos, seguido por el PP con 1 concejal y un 16,84 %, el PSPV-PSOE obtuvo 1 concejal y un 15,43 % y, por último, Tots per Petrés con 1 concejal y un 11,88 % de los votos.
| Periodo   | Nombre                       | Partido       |
| --------- | ---------------------------- | ------------- |
| 1979-1983 | José Vicente Corresa Sanchis | Independiente |
| 1983-1987 | José Vicente Corresa Sanchis | GIP           |
| 1987-1991 | José Vicente Corresa Sanchis | AP            |
| 1991-1995 | José Vicente Corresa Sanchis | UV            |
| 1995-1999 | Antonio Hernández Villalba   | PSPV-PSOE     |
| 1999-2003 | Antonio Hernández Villalba   | PSPV-PSOE     |
| 2003-2007 | Antonio Hernández Villalba   | PSPV-PSOE     |
| 2007-2011 | Antonio Hernández Villalba   | PSPV-PSOE     |
| 2011-2015 | Julio Sánchez Bustos         | PP            |
| 2015-2019 | Pere Peiró Garcia            | Compromís     |
| 2019-2023 | Pere Peiró Garcia            | Compromís     |
| 2023-act. | Miguel Vidal Lluesma         | PSPV-PSOE     |

## Cultura

### Religiosa
- La iglesia parroquial de San Jaime. El actual templo se comenzó a construir en 1435, terminándose en 1588, siendo reconstruido en el siglo XVIII. La capilla de la Comunión fue edificada entre 1800 y 1803 y tiene pinturas al fresco de Joaquín Oliet bendecidas en 1818.

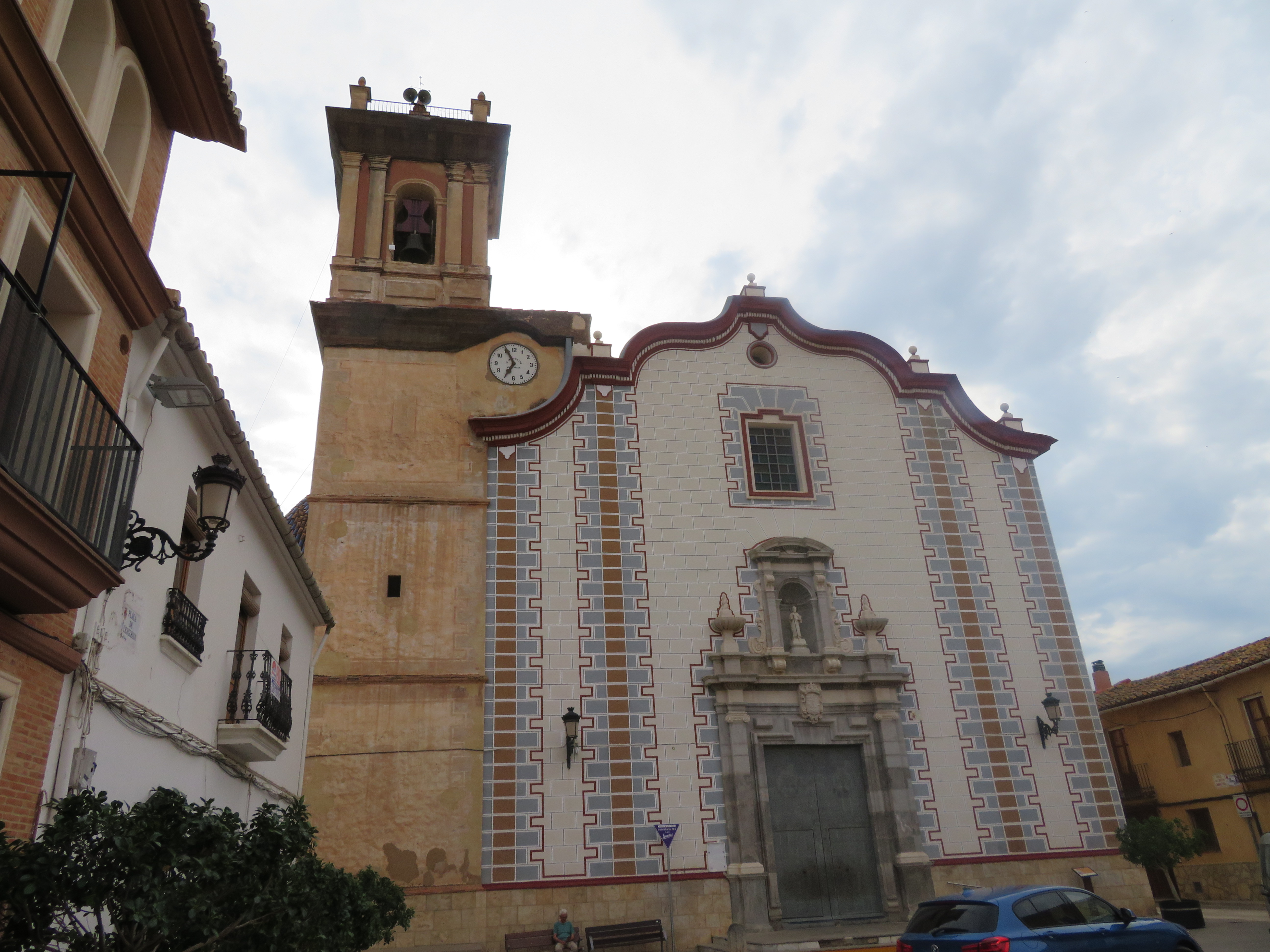
Iglesia parroquial de San Jaime Apóstol

- La ermita, construida en 1725, está dedicada a Santo Domingo de Petrés.

### Civil
- L'Almàssera, edificio con puerta de arco de medio punto y escudo nobiliario del siglo XV que como su nombre indica se trata de una antigua almazara medieval y almudí del municipio, es decir, el lugar donde se producía el aceite y a la vez, en una de sus salas, se almacenaban versales, algarrobas y otras cosechas del campo. En la actualidad está siendo restaurada como vivienda de uso privado.

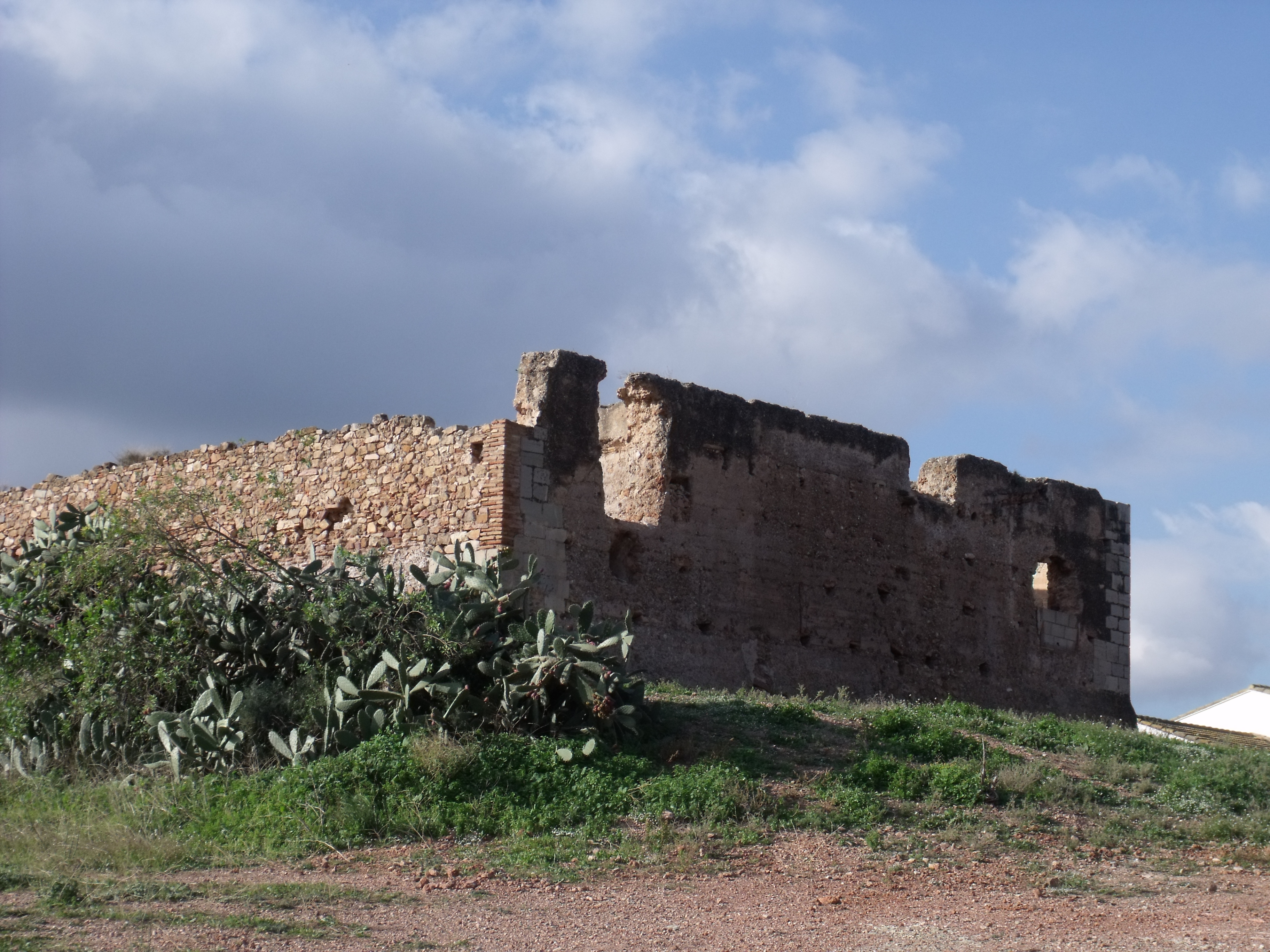
Castillo de Petrés

- Palacio del señor de Petrés, también conocido como el castillo, está situado sobre una pequeña elevación. En realidad este maravilloso palacio medieval, o residencia de verano de los señores de la población, fue destruido a principios del siglo XX para construir las casas que están alrededor de la fortaleza. Su edificación asemeja más una fortaleza que un palacio, pero hay que tener en cuenta que hasta 1609 la población fue musulmana y desde 1525 morisca, motivo por el cual los señores de Petrés, le dieron ese carácter defensivo. Con su destrucción se ha conservado los muros de carga perimetrales originarios, las caballerizas en la parte inferior, restos de una escalera gótica de estilo catalan (gótico mediterráneo) y la terraza almenada desde donde el señor dominaba todo el término irrigable. El palacio, protegido por la ley de Patrimonio Cultural Valenciano 4/1998 se encuentra ya inventariado por la Generalidad Valenciana en el catálogo de BICs de dicha administración. Urge se realice un plan director para su conservación.
- Forn del Senyor, edificio que sirvió de horno del señor desde el siglo XV hasta el XX. Conserva la sala del horno, la estructura medieval de la portada con dovelas y el escudo señorial, así como una entrada típica de casa valenciana, una construcción del siglo XVIII de ampliación para la familia arrendada.
- L'Aixeta, aljibe medieval que en la actualidad sirve como lugar de exposiciones y custodia un museo etnológico.
- L'Aljub, aljibe del siglo XIX que se encuentra a las afueras de Petrés, siguiendo el recorrido de la acequia mayor de Sagunto en su ramal de Ponera o Palmosa. Se realizó a mediados de siglo en un momento en el que el municipio creció y necesitaba abastecer de agua a los lugareños.
- El pozo, aljibe medieval frente al castillo que sirvió de pozo para el palacio, de ahí su nombre. En 1803 debido al aumento de población, se realizó un aljibe con dos fuentes, con una escalera monumental y profunda que termina en una especie de cabecera a modo de ábside.
- L'Hort Tancat, construcción en mitad de la huerta documentada en el siglo XVII pero posiblemente levantada durante el siglo XV-XVI, en el que el señor tenía su huerta y dejaba pastar su rebaño.
- Molino Malany, molino de agua que aprovecha la corriente de la acequia de la Villa desde la acequia mayor de Sagunto y que está datado en el siglo XIV. Este molino perteneció a la familia real hasta el siglo XVIII.
- Molino Moret, molino de agua que aprovecha la corriente de la acequia de la Villa desde la acequia mayor de Sagunto y que está datado en el siglo XIII. Este molino perteneció a la familia real hasta el siglo XVIII.
- Molino de Peris o Leonor, molino de agua que aprovecha la corriente de la acequia de la Villa desde la acequia mayor de Sagunto y que está datado en el siglo XV. Este molino perteneció a la familia del barón y se encuentra adosado al Hort Tancat.
- Molino de Costa, construido en el siglo XIX. Molino de agua que aprovecha la corriente de la acequia de la Villa desde la acequia mayor de Sagunto.
- Molino del los Huesos o de Ramón, del siglo XIX, molino de agua que aprovecha la corriente de la acequia de la Villa desde la acequia mayor de Sagunto.

### Fiestas
Sus fiestas patronales están dedicadas a San Jaime, el 25 de julio, y a la Purísima de Petrés. Estas dos festividades eran organizadas por el ayuntamiento, la primera siempre, la segunda cuando no habían clavarios casados para hacer la fiesta. Estas fiestas tienen su origen en la tierra, en la agricultura, en acción de gracias por las cosechas obtenidas. El origen de ambas festividades es muy antiguo, siendo la primera de origen medieval y la de la Purísima del 7 de agosto de 1687.
Como si fuera el patrón, la festividad más importante de Petrés hasta el siglo XXI ha sido la del Salvador, que tradicionalmente se celebraba el día 6 de agosto. Esta fiesta la dedicaban los chicos solteros, els fadrins, en cuya víspera se realizaba la esperadísima cordà, siendo la última realizada en el año 2000. En la actualidad la fiesta de la Purísima de Petrés y del Salvador se celebran el primer fin de semana de agosto.
Otras dos festividades importantes son las fiestas de las chicas, a la Purísima y la del Niño Jesús o Xiquet de la Boleta, mal conocida como Niño Jesús de Praga en los últimos 40 años. El origen de la primera se encuentra a mediados del siglo XVIII gracias a la creación de la cofradía de Doncellas de María que celebraba las fiestas el domingo de después del día 8 de septiembre, pasando después al primer domingo de septiembre y en la actualidad al último de agosto. Tras esta fiesta se celebra la de los Niños (dels Xiquets), que la celebran aquellos que han realizado la primera comunión o niños de esas edades. La fiesta la fundó el mártir D. Vicente Garzando en 1934 para que los niños tuvieran también su propia fiesta. Esta festividad es muy conocida por los pueblos de la comarca del Campo de Morvedre y también muy concurrida.
También se celebra desde 1699 el Encuentro, con su Enramada, el día de Pascua, procesión muy emotiva y característica por el entorno de las calles repletas de ramas de pino, nísperos, oliveras y palmeras entre otros árboles.
Otras festividades importantes son: San Antonio, San Blas, Corpus Christi y los encierros (Bous al carrer).

### Asociacionismo
- Asociación cultural petresana
- Coral San Jaime de Petrés
- Peña valencianista de Petrés
- Unión musical petresana
- Coordinadora marxa a peu pel Camp de Morvedre
- AMPA CR Baronía Baixa – Aulari Petrés
- Asociación de amas de casa y consumidores Tyrius de Petrés
- Asociación deportiva cultural cuidando cuerpo mente (ADCCCUME)
- En un tres i no res, teatre a Petrés
- Comisión de toros de Petrés
- Asociación Cultural Gastronómica Taurina

## Personas notables

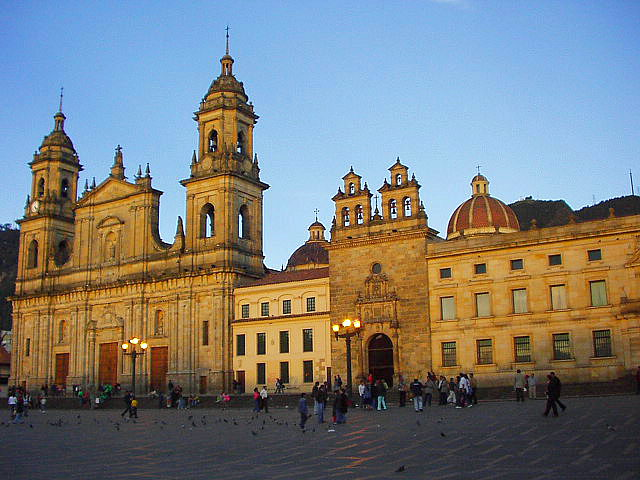
Catedral Primada de Colombia, obra de Fray Domingo de Petrés